# Centaurea akamantis
Centaurea akamantis ist eine Pflanzenart aus der Gattung der Flockenblumen (Centaurea) in der Familie der Korbblütler (Asteraceae). Sie ist endemisch auf Zypern, wo sie an drei Standorten auf der Akamas-Halbinsel im Westen der Insel vorkommt.
Die Art bewohnt steile, schattige, feuchte Kalksteinfelsen mit anderer Vegetation in den Felsspalten. Die Gesamtpopulation wird auf etwa 800 Individuen geschätzt. Aufgrund ihres kleinen Verbreitungsgebiets und ihrer geringen Population sowie des rückläufigen Lebensraums wird sie auf der Roten Liste gefährdeter Arten als vom Aussterben bedroht (Critically Endangered) geführt. Die Art ist durch Anhang I der Berner Konvention und die Anhänge II und IV der FFH-Richtlinie geschützt.

## Taxonomie
Die Art wurde erstmals 1993 in Willdenowia Band 23, Seite 157 beschrieben.

## Beschreibung

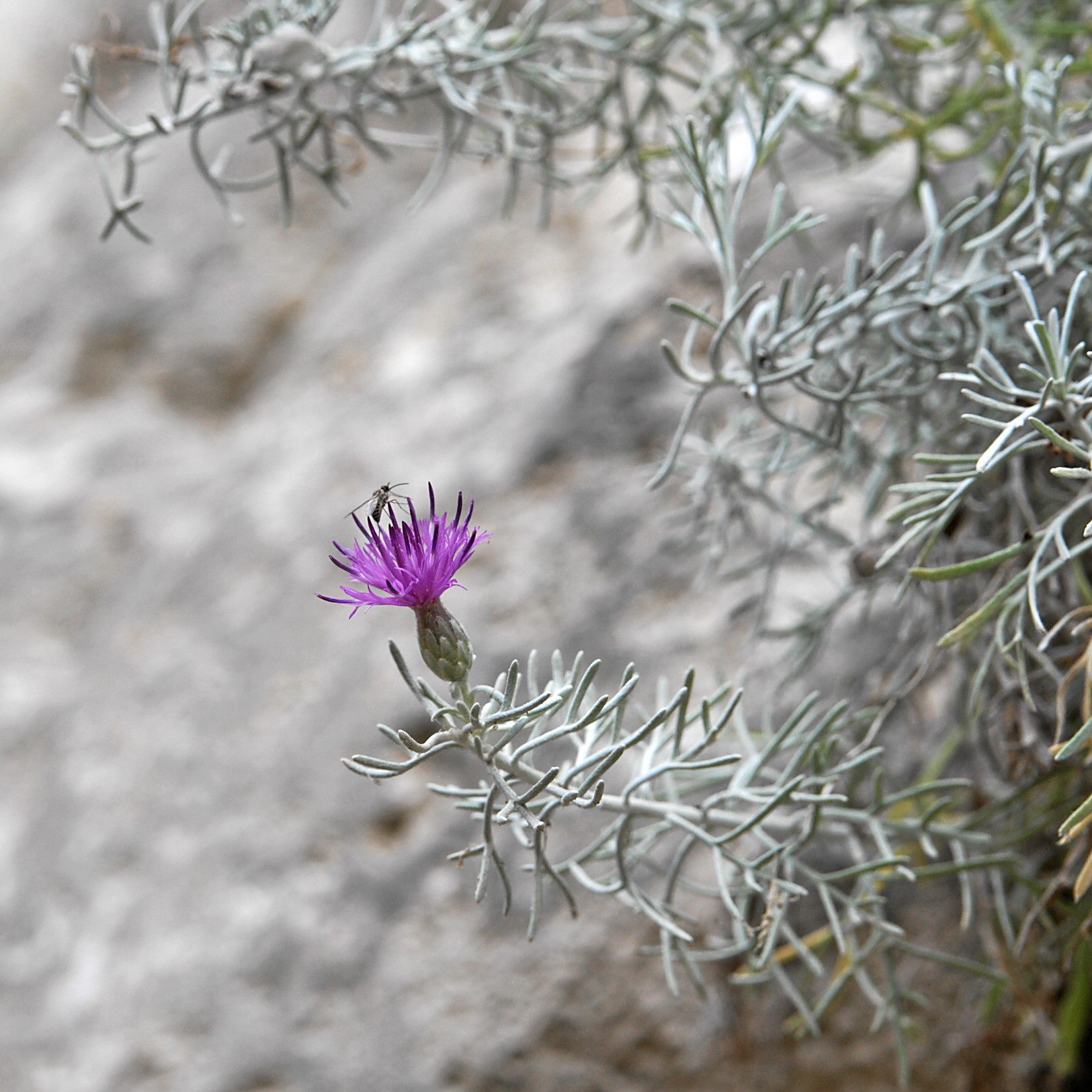
Blüte

Die Art ist eine halbverholzte krautige Pflanze mit hängenden Trieben, die bis zu 60 Zentimeter lang werden können. Die wechselständigen Blätter sind zusammengesetzt und entweder einmal oder zweimal gefiedert. Die grau-grünen Blätter sind linear oder lanzettlich, zwischen 1 und 5 Millimeter breit und mit weißem, filzigem Haar bedeckt. Die kleinen purpur-mauvefarbenen Röhrenblüten sind dicht in endständigen Blütenkörben mit einer mehrreihigen Hülle gruppiert, die wie große Einzelblüten wirken. Die äußeren Blüten besitzen ein einzelnes großes Blütenblatt, während die inneren Blüten röhrenförmig sind. Die Achänen ähneln Weizensamen und sind mit feinem Haar bedeckt.

## Verbreitung und Lebensraum
Centaurea akamantis ist endemisch auf Zypern und kommt dort an drei Standorten auf der Akamas-Halbinsel im Westen der Insel vor. Die drei Standorte sind die Schluchten Avakas, Koufon und Falkonias. Das gesamte Verbreitungsgebiet beträgt etwa sieben Quadratkilometer, wovon weniger als ein Quadratkilometer tatsächlich von der Pflanze besiedelt ist.

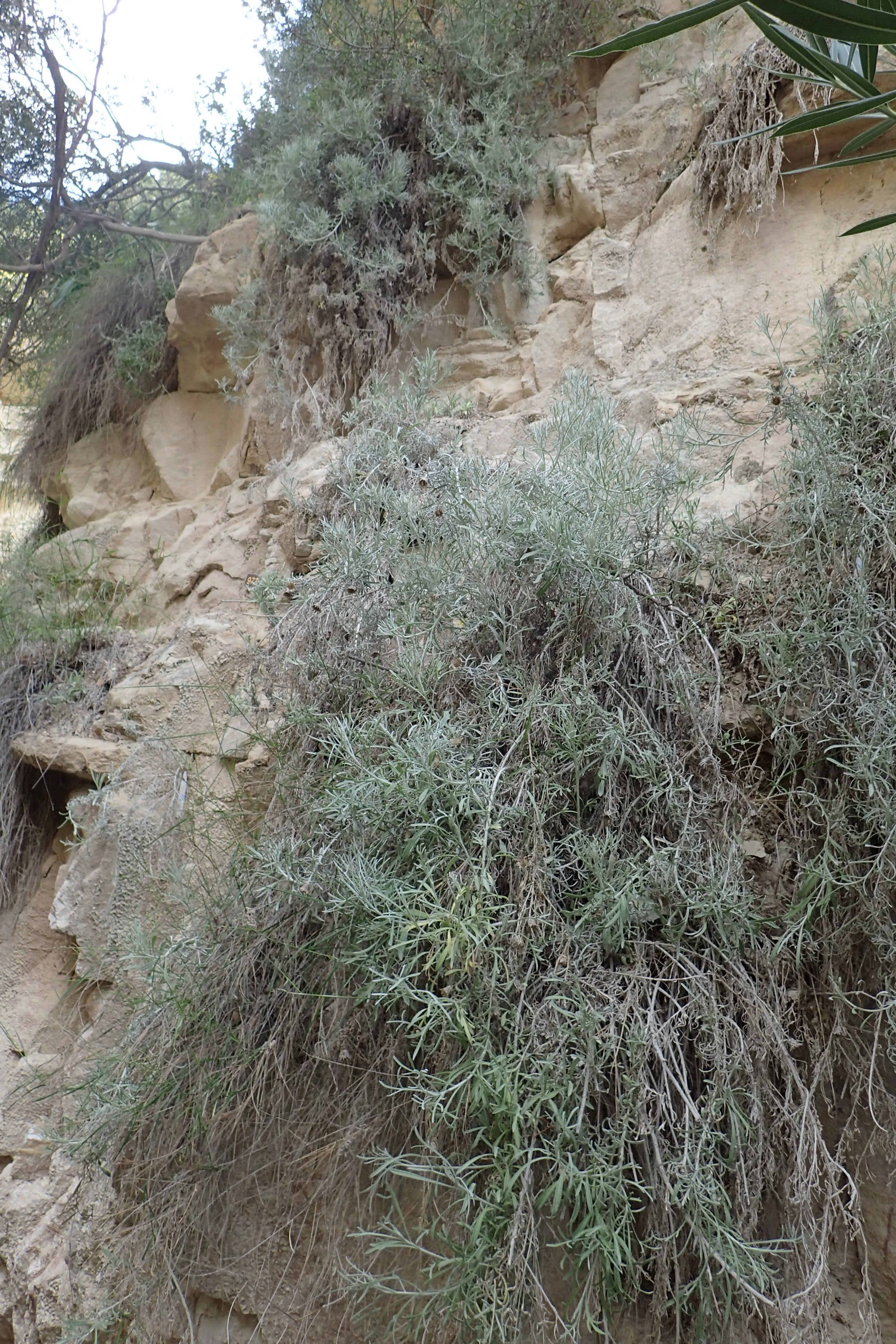
Centaurea akamantis an einer Felswand

Die Art wächst an steilen, schattigen, feuchten Kalksteinfelsen, in deren Spalten weitere Vegetation gedeiht. Sie kommt in Höhenlagen von 70 bis 150 Metern vor.

## Ökologie
Die Pflanzenart hat eine sehr lange Blüte- und Fruchtperiode. Die Blütezeit reicht von Mai bis November. Die Fruchtzeit liegt zwischen Juli und Dezember.

## Schutzstatus
Centaurea akamantis ist auf der Roten Liste gefährdeter Arten als vom Aussterben bedroht (Critically Endangered) eingestuft, da sie ein kleines Verbreitungsgebiet und eine geringe Population besitzt und die Qualität ihres Lebensraums abnimmt. Untersuchungen in den Jahren 2005 und 2009 schätzten die Population auf 550 bzw. 590 Individuen. Nach der Entdeckung einer neuen Subpopulation im Jahr 2012 erhöhte eine Studie von 2013 die Schätzung auf etwa 800 Pflanzen.
Illegale Beweidung durch Ziegen stellt eine erhebliche Bedrohung dar, da sie zu Erosion und Zertrampelung der Pflanzen führt. Diese Bedrohung betrifft jedoch nur einen kleinen Teil der Population, der für Ziegen zugänglich ist. Eine weitere Bedrohung ist die Bodenerosion infolge von Erdrutschen und Steinschlägen, für die die Art aufgrund der geologischen Merkmale der Schluchten, in denen sie wächst, anfällig ist.
Die Art ist durch Anhang I der Berner Konvention sowie die Anhänge II und IV der FFH-Richtlinie geschützt. Sie ist auch auf Zypern als gefährdete Art anerkannt. Die Akamas-Halbinsel ist ein Schutzgebiet im Rahmen des Natura-2000-Programms, und die Avakas-Schlucht, die die größte Subpopulation beherbergt, ist gemäß zypriotischem Recht ein „Natural Micro-Reserve“. Centaurea akamantis ist außerdem Gegenstand ex-situ-Schutzmaßnahmen und wird im Zyprischen Agrarforschungsinstitut sowie in den Royal Botanic Gardens in Kew kultiviert. Das CARI und andere Universitäten lagern zudem Samen der Pflanze in Samenbanken.